# 沈邵
沈邵（407年—449年），字道辉，吴兴郡武康县人，南朝宋时期的官员，沈林子的儿子。
沈邵继承了汉寿县伯的爵位，被任命为驸马都尉、奉朝请。加强弩将军，出任钟离郡太守，以良好的政绩闻名。元嘉九年（432年），江夏王劉義恭担任南兖州刺史时，上奏请求将盱眙郡太守由刘显换为沈邵，却未得到宋文帝批准。沈邵在衡阳王刘义季麾下担任右军中兵参军。元嘉十六年（439年），始兴王劉濬担任后将军后，沈邵在其麾下任后军中兵参军。刘义季以安西将军、荆州刺史的身份进驻江陵，其麾下的安西府中兵参军一职长期空缺，文帝本打算任命沈邵担任，最终却不了了之。沈邵入朝担任通直郎，多次就国家政务向文帝进言，不少建议都被采纳。文帝到南郊祭祀时，沈邵代替侍中手持国玺，陪同前往。元嘉二十年（443年），庐陵王刘绍担任江州刺史后，沈邵出任南中郎府录事参军，负责代理南中郎府和江州的事务。但在赴任前，因大将军彭城王刘义康麾下的中兵参军申谟服丧离职，沈邵便代替申谟担任大将军中兵参军，还被加授宁朔将军称号。之后，他又兼任录事参军、城局参军。元嘉二十二年（445年），刘义康失势后，沈邵在庐陵王刘绍麾下任南中郎参军。刘义康被贬为安成公后，沈邵担任安成公相。元嘉二十四年（447年），胡诞世发动叛乱，企图拥立刘义康，刘义康因此被流放至广州，沈邵被任命处理广州事务。但他最终并未实际前往广州赴任，于元嘉二十六年（449年）病逝，享年四十三岁。他的儿子沈侃继承了爵位，在山阳王刘休祐麾下担任骠骑中兵参军、南沛郡太守。